# Стоянов, Владимир
Владимир Ру́сев Стоя́нов (болг. Владимир Русев Стоянов; 27 сентября 1964, Бургас — 18 июня 2019, Бургас) — болгарский футболист и футбольный тренер, играл на позиции нападающего.

## Биография

### Игровая карьера
В течение восьми сезонов Стоянов играл за «Черноморец» из Бургаса, за который сыграл 194 матча и забил 91 гол. В 1990 году переехал в Испанию, где в течение некоторого времени играл за «Депортиво Ла-Корунья» Затем он вернулся в Болгарию, где продолжил карьеру в «Черноморце».
В 1991 году перешёл в софийский «Локомотив», за который играл в течение двух сезонов. Затем он играл за «Ботев», пловдивский «Спартак» и «Черноморец».

### Тренерская карьера
После завершения карьеры работал с молодёжными командами, возглавлял юношескую сборную Болгарии.

### Болезнь и смерть
В 2013 году ему был поставлен диагноз рак лёгких. Он прошёл 4 курса химиотерапии, однако болезнь прогрессировала. Скончался 18 июня 2019 года в Бургасе в возрасте 54 лет.